# 国家水族馆巴尔的摩分馆
国家水族馆巴尔的摩分馆（National Aquarium in Baltimore）是一座公立水族館，位於美国馬里蘭州巴爾的摩內港地區东普拉特街501号。建於1981年。水族館有每年160萬人光臨水族館，館內有560種物種，10,500隻動物。水族館特色包括海豚表演、屋頂的熱帶雨林、和中央光芒水池，和多層鯊魚水箱。2005年， 水族館是馬里蘭州最大旅遊勝地。

## 佈局

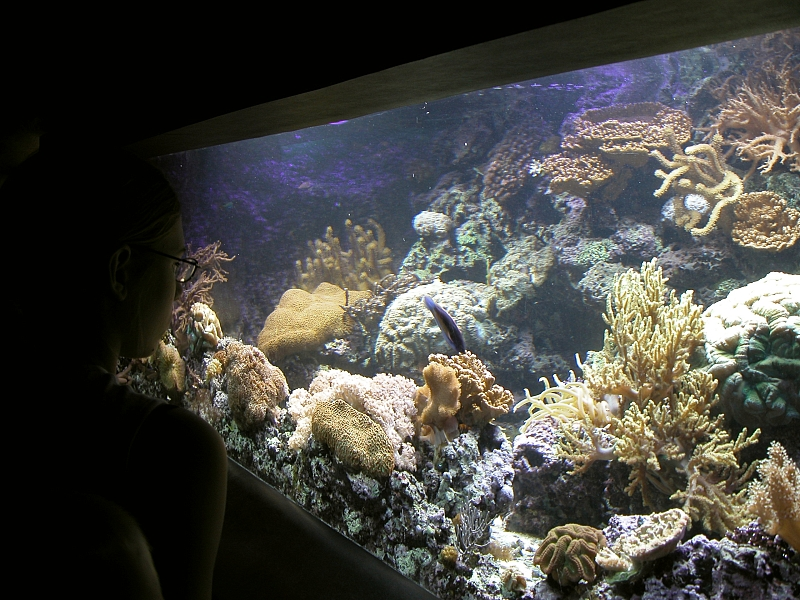

水族館內有兩座大廈，可依俯瞰內部的由鯊魚(名為Zoe的豹紋鯊)、魟魚(南方魟魚、蝴蝶魟魚、 roughtail魟魚)、大海鰱和一隻綠浪烏龜的池子，隨著電扶梯往上走，第一個是來自馬里蘭的第一條魚，到西馬里蘭山上的小河，結尾是海洋，隨著螺旋梯往上會到亞馬遜雨林展覽，在頂樓透明三角錐內，這裡展覽著樹蛙、蜘蛛、鸚鵡等物種，看完展覽後，跟著螺旋步道往下走，四周可以看到鯊魚和遠洋魚種。另有一個大廳1990年開啟，以海豚表演為特色，在不同時段表演。水族館內的兩個大樓都有二家禮品店和一家咖啡館。

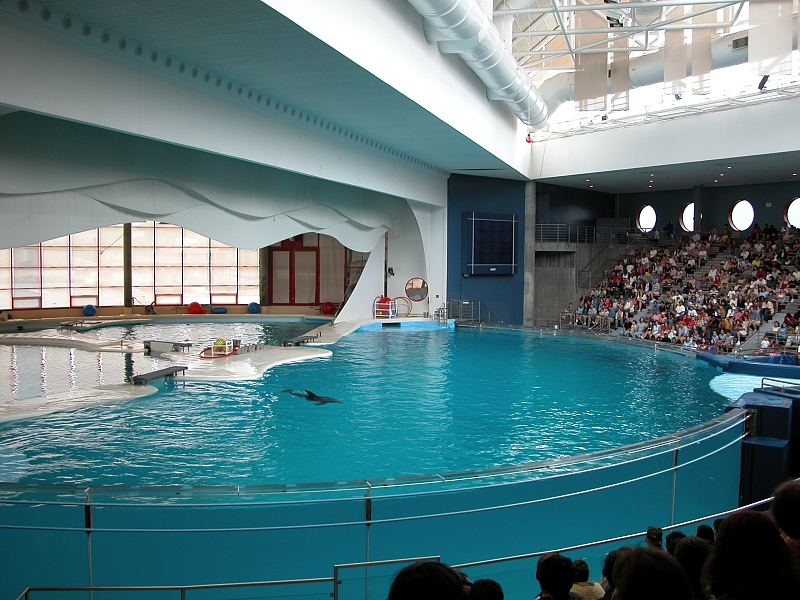

## 擴展
国家水族馆巴尔的摩分馆在2005年12月16日擴建，以"動物行星澳洲"展覽，面積6,000 m²，水族館有一座35英尺(10 m)瀑布立在大門，那是仿造馬里蘭州立公園的真實瀑布所造，是水族館特色，從水族館外面也可以看到。擴建部份，有澳大利亞動物棲所。澳洲Umbrawarra 峽谷仔細地被刻畫在擴建大廈的上部部份，並且展覽描述火、天旱, 和洪水土地。

## 入場費
截至2008年1月，成人(年齡12-59)$21.95美元，60歲以上$20.95，兒童(年齡3-11)為$12.95，每年(通常在12月)，水族館使它的入場費降低到$1.00。

## 外部連結
- Official Website（页面存档备份，存于）
- Baltimore National Aquarium Photo Gallery（页面存档备份，存于）
- Website about the expansion of the National Aquarium in Baltimore

1. 1 2 3